# Javier Aramendia
Francisco Javier Aramendia Llorente (Funes, 5 december 1986) is een voormalig Spaans wielrenner die het grootste deel van zijn loopbaan reed voor Caja Rural-Seguros RGA.

## Belangrijkste overwinningen
2013
 Prijs van de strijdlust Ronde van Spanje

## Resultaten in voornaamste wedstrijden
| Jaar | Ronde van Italië | Ronde van Frankrijk | Ronde van Spanje |
| ---- | ---------------- | ------------------- | ---------------- |
| 2008 |                  |                     |                  |
| 2009 |                  |                     |                  |
| 2010 |                  |                     |                  |
| 2011 | 115e             |                     |                  |
| 2012 |                  |                     | 170e             |
| 2013 |                  |                     | 118e             |
| 2014 |                  |                     | 98e              |

| Jaar | Milaan-San Remo | Gent-Wevelgem | Ronde van Vlaanderen | Parijs-Roubaix | Amstel Gold Race | Luik-Bast.‑Luik | Ronde van Lombardije | Parijs-Tours |
| ---- | --------------- | ------------- | -------------------- | -------------- | ---------------- | --------------- | -------------------- | ------------ |
| 2008 | 104e            | 110e          |                      | opgave         | opgave           | opgave          | 84e                  |              |
| 2009 |                 |               |                      |                |                  |                 | 71e                  | 34e          |
| 2010 |                 | 74e           | 65e                  | opgave         |                  |                 | opgave               |              |
| 2011 | 152e            | 72e           | 115e                 | opgave         |                  |                 |                      | opgave       |
| 2012 |                 |               |                      |                |                  |                 |                      |              |
| 2013 |                 |               |                      |                |                  |                 |                      |              |
| 2014 |                 |               |                      |                |                  |                 |                      |              |

## Ploegen
- 2007 –  Orbea-Oreka SDA
- 2008 –  Euskaltel-Euskadi
- 2009 –  Euskaltel-Euskadi
- 2010 –  Euskaltel-Euskadi
- 2011 –  Euskaltel-Euskadi
- 2012 –  Caja Rural
- 2013 –  Caja Rural-Seguros RGA
- 2014 –  Caja Rural-Seguros RGA
- 2015 –  Caja Rural-Seguros RGA
- 2016 –  Caja Rural-Seguros RGA